# Simon Buysse
Simon Buysse (Bruges, 25 agosto 1997) è un cestista belga.

## Palmarès
- Campionato belga: 6

Ostenda: 2017-2018, 2019-2020, 2020-21, 2021-2022, 2022-2023, 2023-2024
- Coppa del Belgio: 2

Ostenda: 2018, 2021
- BNXT League: 1

Ostenda: 2023-2024
- Supercoppa BNXT: 3

Ostenda: 2021, 2022, 2023